# Johanneskirche (Eltville-Erbach)

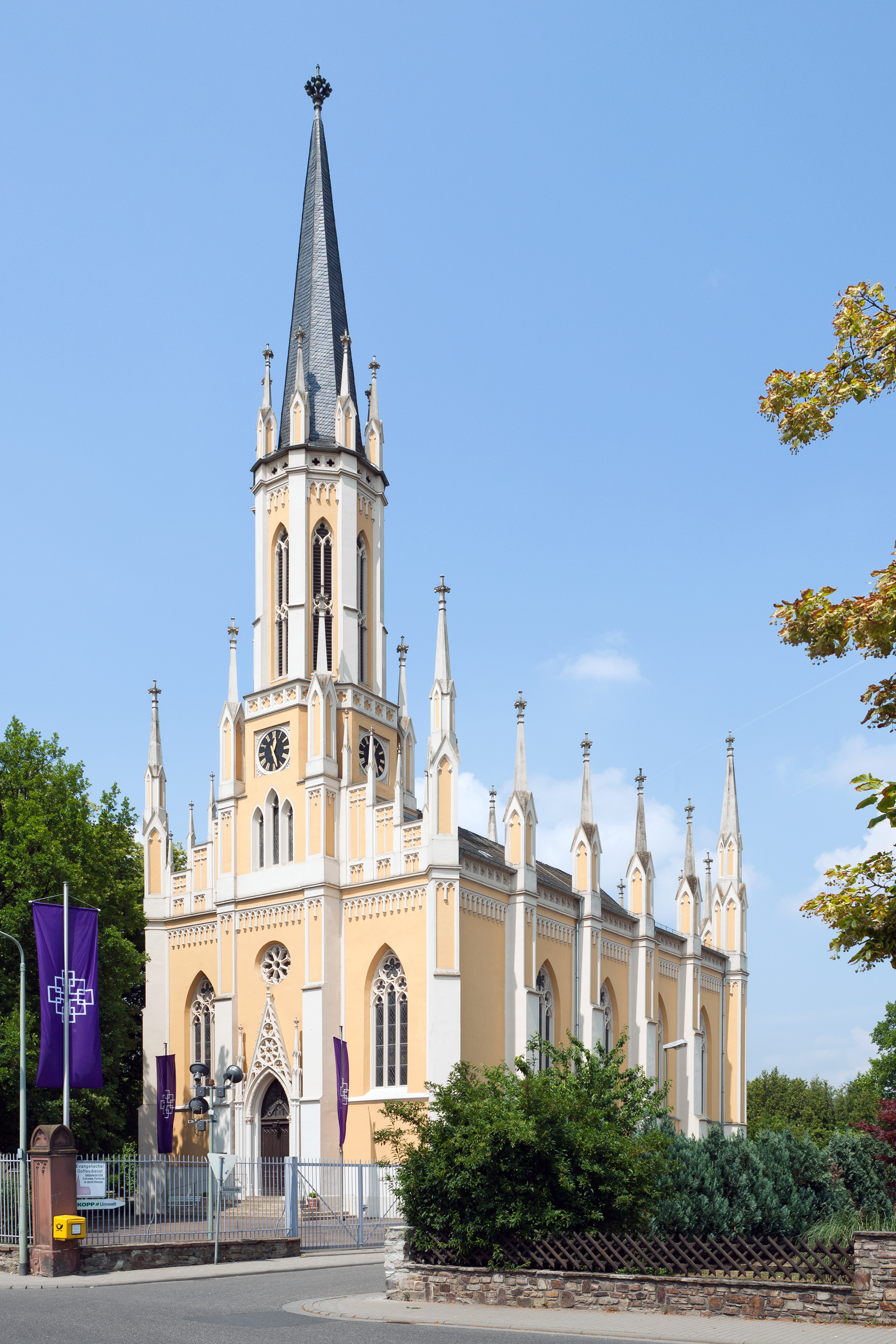
Johanneskirche von Südosten, Juni 2011

Die Johanneskirche  ist eine neugotische, 1861 bis 1865 errichtete evangelische Kirche im hessischen Erbach, einem Stadtteil von Eltville am Rhein. Sie ist das älteste evangelische Gotteshaus im Rheingau und wurde von Marianne von Oranien-Nassau anlässlich des Todes ihres zwölfjährigen unehelichen Sohnes gestiftet.

## Geschichte

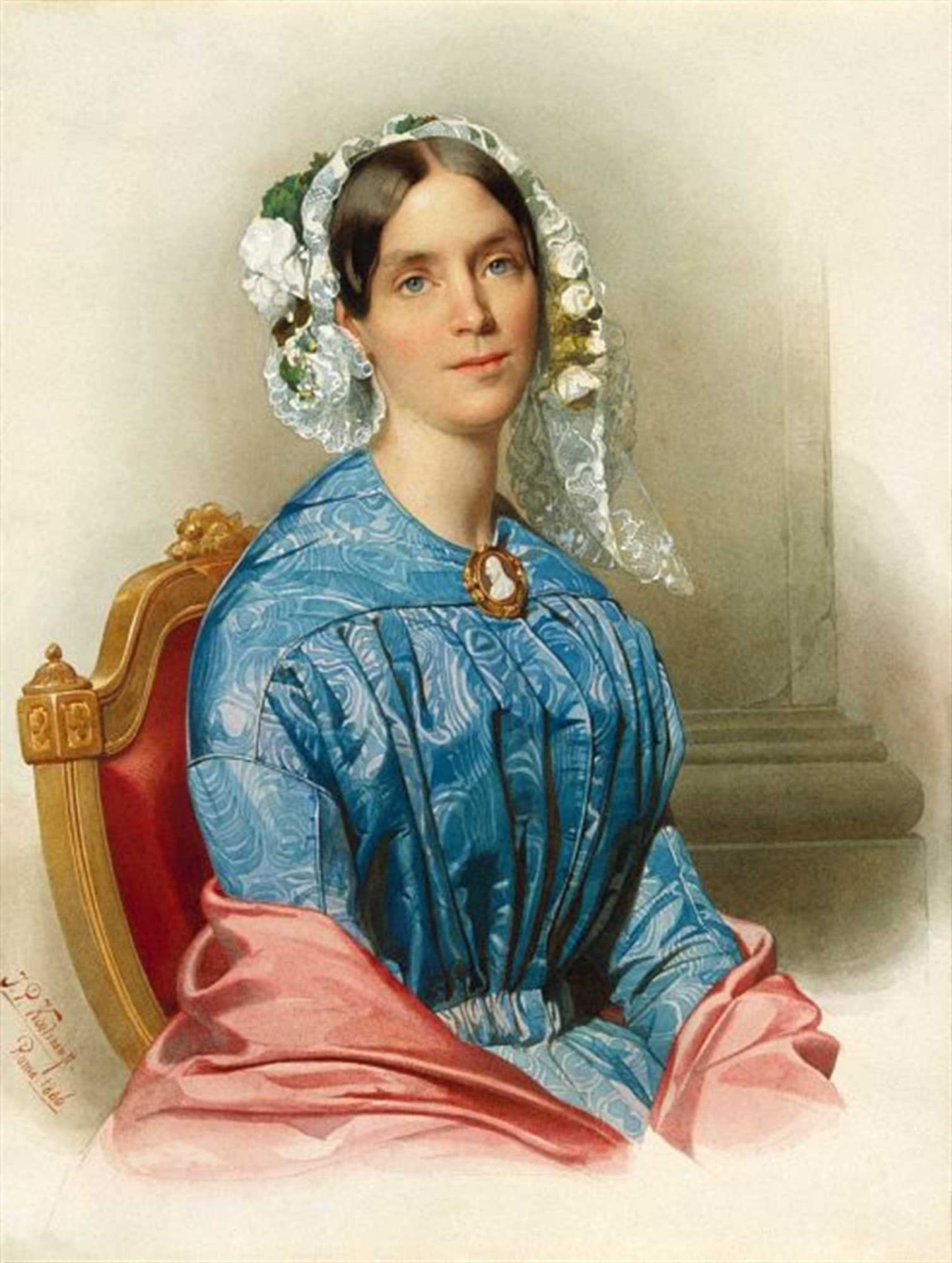
Die Stifterin, Marianne von Oranien-Nassau, 1846

Johannes van Rossum, Mariannes Lebensgefährte, 1852

Marianne von Oranien-Nassau, Prinzessin der Niederlande, war von 1830 bis 1849 mit Prinz Albrecht von Preußen verheiratet. 1845 verließ sie ihren Ehemann, weil er ein außereheliches Verhältnis eingegangen war, 1848 ging sie mit ihrem Kutscher und späteren Kabinettssekretär, dem Niederländer Johannes van Rossum, eine nicht standesgemäße Liebesbeziehung ein. 1849 kam der gemeinsame, nicht eheliche Sohn Johann Wilhelm zur Welt, ein Skandal zu jener Zeit, der den niederländischen und den preußischen Hof schließlich veranlasste, der seit langem von Marianne und Albrecht gewünschten Scheidung zuzustimmen.

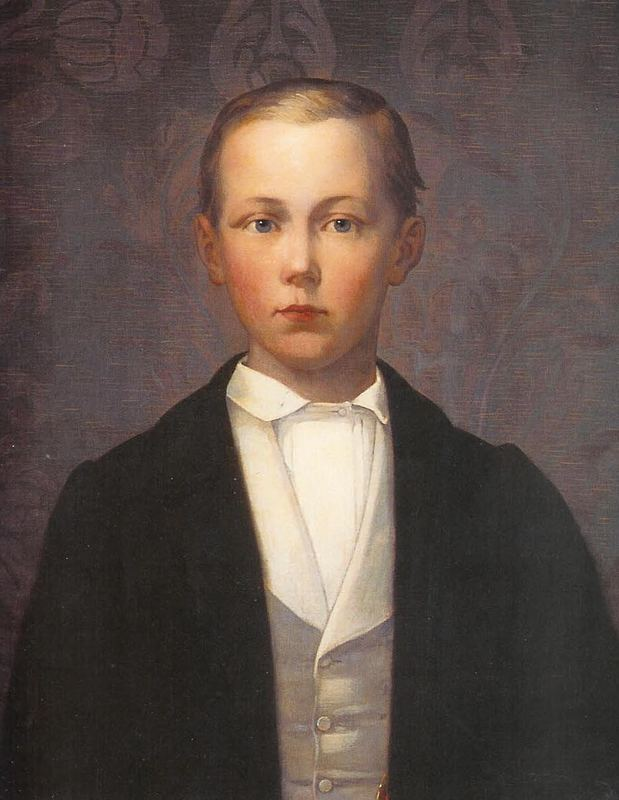
Johann Wilhelm von Reinhartshausen (1849–1861)

1855 erwarb Marianne das Schloss Reinhartshausen in Erbach im Rheingau, wo sie sich mit ihrem Lebensgefährten und dem gemeinsamen Sohn niederließ. Dort wirkte sie in den nächsten Jahrzehnten als Mäzenatin und erwarb sich durch ihr soziales Engagement für Bedürftige große Sympathien in der Bevölkerung. Als 1861 Mariannes und van Rossums Sohn Johann Wilhelm von Reinhartshausen im Alter von nur zwölf Jahren an Scharlach starb, schenkte die tief gläubige Protestantin der Gemeinde noch am Abend seines Todes ein Grundstück sowie 60.000 Gulden für den Bau der ersten evangelischen Kirche im Rheingau sowie für ein Pfarrhaus und die Finanzierung einer Pfarrstelle. Sie kam damit dem Wunsch ihres Sohnes nach einem eigenen Gotteshaus für evangelische Christen im Rheingau nach, den der Junge kurz vor seinem frühen Tod geäußert hatte.
Die Pläne für den Neubau arbeitete Eduard Zais aus, Herzoglich Nassauischer Baurat zu Nassau an der Lahn und Sohn des berühmten nassauischen Baumeisters Christian Zais. Obwohl er entsprechend seiner Ausbildung dabei noch klassizistische Proportionen verwendete, orientierte er sich in den neugotischen Einzelformen bereits an der damals gerade fertiggestellten Marktkirche in Wiesbaden. Auch Einflüsse der dortigen Bonifatiuskirche sind im Innenraum zu erkennen. Nach knapp vierjähriger Bauzeit konnte das Gebäude 1865 als erste evangelische Kirche im Rheingau geweiht werden. Mariannes Sohn Johann Wilhelm von Reinhartshausen wurde in der Gruft der Kirche bestattet. Am Kopfende seines aus grauem Lahnmarmor gefertigten Sarkophags steht eine kleine Engelsfigur aus der Werkstatt des niederländischen Bildhauers Johann Heinrich Stöver, der auch die Figuren Glaube, Liebe und Hoffnung hinter dem Altar schuf. Johann Wilhelms Sarkophag trägt die Inschrift:

„J.W. von Reinhartshausen
geboren zu Cefalu, den 30ten Oktober 1849
vollendet zu Erbach den 25ten Dezember 1861
Seine Seele gefaellt Gott,
darum eilet Er mit ihm aus diesem Leben.“

115 Jahre nach der Grundsteinlegung 1863 wurde der bis dahin namenlosen Kirche der Name Evangelische Johanneskirche  gegeben. So soll der Apostel Johannes geehrt und gleichzeitig des Sohnes Johann Wilhelm der Stifterin gedacht werden. Gleichzeitig mit der abgeschlossenen Renovierung aus Anlass des 150-jährigen Bestehens konnte die Johanneskirche am Reformationstagswochenende 2015 mit einem Festprogramm aus Gottesdiensten und Konzerten wiedereröffnet werden.

## Architektur

### Äußeres
Das Gebäude ist eine dreischiffige Hallenkirche mit schiefergedecktem Satteldach. Baumaterial ist geputzter Backstein, für die Architekturteile wurde vollständig gefasster Sandstein und teilweise auch Terrakotta verwendet. Im Süden tritt risalitartig ein Turm mit Spitzhelm aus der Fassade hervor, dessen Grundriss oberhalb des Daches vom Vier- in das Achteck übergeht; im Norden schließt ein 5/8-Chor von der vollen Breite des Mittelschiffes an. Auf die Ostung wurde in der Bauzeit zugunsten einer malerischen Wirkung zum Rhein hin verzichtet. Durch das seit Mitte des 20. Jahrhunderts unterhalb der Kirche entstandene Neubaugebiet wurde der Blick auf das Kirchengebäude vom Rhein her teilweise verstellt.
Die Wandflächen werden durch ein System von Strebepfeilern mit zweifachem Wasserschlag vertikal gegliedert. Ihren Abschluss bilden weit über das Dach hinausragende Säulen mit Nonnenkopfmaßwerk, sowie diese bekrönende Fialen mit Kreuzblumen. An der Nordost-, Südost-, Südwest- und Nordwestecke ist der vorgenannte Aufbau im Grundriss achteckig sowie zweistufig. Die eigentlichen Wandflächen werden von hohen Spitzbogenfenstern eingenommen, davon drei an der nördlichen Chor-, je vier an der Ost- und Westseite sowie zwei zu Seiten des Turmschafts an der Südseite. Die Fenster füllen einfache Maßwerken mit Nonnenköpfen sowie Drei- und Fünfpässen.
Die horizontale Gliederung bildet ein Kaffgesims unterhalb der Fenster, sowie unterhalb der Traufe je ein Fries von Maßwerk und Vierpässen. Dabei ist nur der Maßwerkfries mit den Strebepfeilern verkröpft und auch an der Südfassade durchgeführt. Die als Schaufassade ausgelegte Seite weicht ansonsten in ihrem Aufbau dahingehend ab, dass sie im Sinne eines romantischen Spätklassizismus von einem dreistufigen Treppengiebel zwischen den Strebepfeilern und dem Turmschaft bekrönt wird. Die Füllung des Giebels bilden neben Nonnenkopfmaßwerk frei behandelte Maßwerkformen, den Abschluss Fialen mit Kreuzblumen.
Unterster Teil des Turmschaftes ist das südliche Hauptportal mit neugotischem Türblatt mit Oberlicht innerhalb eines Spitzbogenportals mit Wimperg und flankierenden, zweistufigen Fialen mit Kreuzblumen. Die Füllung des Wimpergs besteht aus einer Maßwerkblume sowie Drei- und Fünfpässen, die Außenseite schmücken Krabben. Direkt über der bekrönenden Kreuzblume befindet sich eine achtteilige Fensterrose.
Auf Höhe des Treppengiebels besitzt der Turm nach Süden ein dreiteiliges, gekuppeltes Spitzbogenfenster, darüber bis auf Ausnahme der Nordseite eine Uhr. Die auf dieser Höhe flankierenden Abschlüsse der Strebepfeiler sind auch auf der rückwärtigen Dachfläche wiederholt. Dort schneiden sie in den viereckigen Turmgrundriss ein und überführen ihn so in das Achteck. Unterhalb des nachfolgenden Turmaufbaus umschließt diesen ein Fries aus Vierpässen.
Der achteckige Turmaufbau wiederholt in vertikal gedrängtem Maßstab sowohl die vertikale als auch horizontale Gliederung des Hauptgebäudes. Zwischen den acht schmalen, spitzbogig abgeschlossenen Fenstern, die als Schallöffnungen dienen und mit Nonnenkopfmaßwerk ausgestattet sind, steigen acht Strebepfeiler mit einfachem Wasserschlag und Fialaufbauten auf. Unterhalb der Traufe des abschließenden Spitzhelms mit Kreuzblume wird erneut auf die Friese von Maßwerk und Vierpässen zurückgegriffen.

### Inneres
Im Süden liegt unterhalb des Turms eine einfache Vorhalle mit abgeschnürten Seitenkapellen, die sich ebenso wie der Haupteingang durch ein Spitzbogenportal mit Oberlicht zum Hauptschiff öffnet. Direkt oberhalb des Eingangs steht die modern gestaltete Empore für die Orgel. Das Innere des Langhauses überspannt ein Kreuzrippengewölbe zu vier Jochen auf Achteckpfeilern mit Kämpferkapitellen. Die Achteckpfeiler aus rotem Mainsandstein haben Kapitelle, die als einziges Bauteil noch in reiner klassizistischer Formensprache gehalten sind, und aus denen die Gewölberippen entspringen und zum Schlusssteine laufen.
Über dem Chor befindet sich ein etwas aufwändigeres Sterngewölbe, wobei der Gewölbescheitel von einem buntverglasten Oberlicht eingenommen wird.
Die Nordwand des Chores öffnet sich in einem Abgang zur Gruft. Links und rechts vom Abgang stehen die allegorischen Figuren Glaube und Hoffnung des niederländischen Bildhauers Johann Heinrich Stöver, aus Carraramarmor. Die Liebe stand in der Mitte; sie wurde 1956 durch ein Kreuz ersetzt, damit der Blick auf das Rebenfenster frei wurde. Sie steht nun in der Gedenk-Kapelle in der östlichen Turmseite neben dem Eingang.

## Innenraumgestaltung

### Entstehungszeit 1865
In der Entstehungszeit war der Raum der Grabeskirche vollständig weiß gekalkt. Der dunkel maserierte Braunton der hölzernen Ausstattung, Kanzel, Orgel und Gestühl, und das helle Weiß der Wände prägten den Raum. Der im Zwielicht liegende Chor mit einer weißen Marmorgruppe wurde allein durch ein Glasfenster im Gewölbe belichtet, so dass eine gewollt traurige Atmosphäre entstand.

### Erster Umbau zwischen 1890 und 1906
Zur 25-Jahr-Feier des Kirchengebäudes (1890) ließ die Gemeinde Maßwerkfenster im Chor einbauen, die dem Kirchenschiff seine prägende Gestalt und zusätzliche Belichtung gaben. Der Künstler Franz Maria Schnitz hatte die Fenster entworfen; seine Unterschrift ist rechts neben dem Eingang zur Kirche erhalten.
Das mittlere Weinstockfenster stiftete Mariannes ehelicher Sohn Albrecht (1837–1906), es zeigt die Kreuzigung Jesu an einem Rebstock. Die beiden Fenster rechts und links davon bilden vermutlich die Töchter des damaligen Pfarrers Deißmann ab. Eines dieser Fenster hatte der königlich-preußische Staatsminister a. D. Albrecht von Stosch gestiftet.
Im Jahr 1906 wurde das Gotteshaus zur evangelischen Pfarrkirche der Stadt. Zu dieser Gelegenheit wurde durch das Aufbringen farbiger Bemalungen an Wänden und Decken ein helles freundliches Aussehen des Kircheninneren angestrebt.

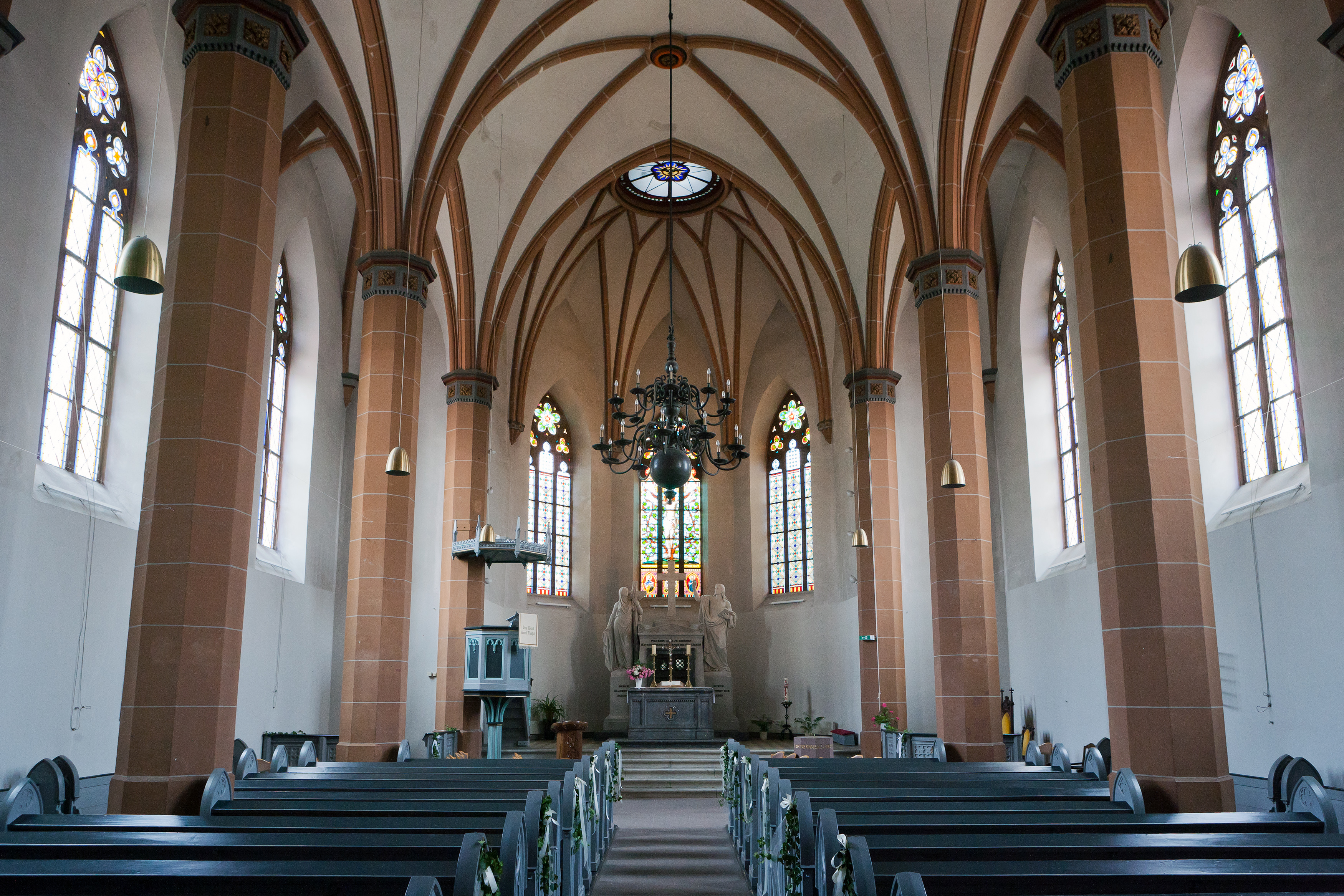
Innenraum vor der Renovierung, Juni 2011

### Zweite Renovierung 1960er Jahre
Die Kirche blieb von Zerstörungen im Zweiten Weltkrieg verschont. Bei einer Renovierung in den 1960er Jahren wurden die Wände in einem hellen Grauton gestrichen, Pfeiler und Rippen in einem roten Sandsteinton gefasst, die Fassung der Decke weiß überputzt und Teile der Ausstattung der Seitenlogen entfernt. Auch die hölzerne Ausstattung samt Kanzel, Orgel und Gestühl wurden hellgrau gestrichen. Die Atmosphäre der Kirche war eher nüchtern.

### Dritte Renovierung 2015
Eine weitere Renovierung der Kirche erfolgte im Jahr 2015, um die Reste der weißen und hellgrauen Anstriche der 1960er Jahre zu beseitigen, weil Fachleute die übertünchte Ausmalung von 1906 freilegen wollten. So bekam das Kircheninnere das Aussehen des Jahres 1906 zurück. Kanzel, Orgel und Gestühl erhielten ihre die aufgemalte Holzmaserierung zurück. Die Rekonstruktionen führten dazu, dass die Wände nun in einer warmtonigen Quadermalerei gehalten sind und mit roten Ornamentbändern verziert, die Schlankheit der Pfeiler ist durch senkrechte weiße Bahnen betont. Der grüntonige Hintergrund der Gewölbe ist mit goldenen Sternen und grünem Weinlaub geschmückt, der Sockel mit einer aufwendigen Teppichmalerei gestaltet. Im Innenraum, links und rechts neben dem Eingangstor der Kirche, kamen überraschend die lebensgroßen Porträts der beiden Reformatoren Martin Luther und Philipp Melanchthon zum Vorschein.

## Orgel
Die Orgel auf der Empore wurde 1863 vom Orgelbauer Christian Friedrich Voigt (1803–1868) gebaut. Er hatte 1832 eine Orgelwerkstatt in Igstadt gegründet, die zu den führenden Werkstätten des Herzogtums Nassau gehörte. Die Erbacher Orgel zählt mit ihren 19 Registern zu den früh-romantischen Orgeln. Dieser Orgeltyp hat im Gegensatz zu den Barockorgeln mehr romantische Klangfarben. Bei einer Restaurierung wurde das alte Trompetenregister ausgebaut und verlegt. Im Jahre 2007 konnte das inzwischen wiedergefundene Trompetenregister bei einer erneuten Restaurierung wieder eingebaut und die Orgel dadurch im Original wiederhergestellt werden.
| I Hauptwerk C–f3 |                     |        |
| 01.              | Bordun              | 16′    |
| 02.              | Principal           | 08′    |
| 03.              | Gedackt             | 08′    |
| 04.              | Viola di Gamba 0    | 08′    |
| 05.              | Octave              | 04′    |
| 06.              | Flöte               | 04′    |
| 07.              | Quinta              | 03′    |
| 08.              | Octave              | 02′    |
| 09.              | Cornett III (ab c1) | 5 1⁄3′ |
| 10.              | Mixtur IV           | 02′    |
| 11.              | Trompete            | 08′    |

| II Unterwerk C–f3 |                    |    |
| 12.               | Lieblich Gedackt 0 | 8′ |
| 13.               | Salicional         | 8′ |
| 14.               | Aeoline            | 8′ |
| 15.               | Gemshorn           | 4′ |
| 16.               | Flöte              | 4′ |

| Pedalwerk C–c1 |            |     |
| 17.            | Violonbaß  | 16′ |
| 18.            | Subbaß     | 16′ |
| 19.            | Oktavbaß 0 | 08′ |

## Besondere Bäume vor der Kirche
Auf dem Platz vor dem Eingang der Kirche stehen eine Martin-Luther-Linde, gepflanzt am 10. November 1883, also 400 Jahre nach Luthers Geburt, und eine Philipp-Melanchthon-Eiche, gepflanzt am 16. Februar 1884, 387 Jahre nach Melanchthons Geburt. Holzschilder weisen darauf hin.